# Туфахия
Туфахия (босн. tufahija), во множественном числе туфахие (босн. tufahije) — боснийский десерт из яблок, сваренных в сахарном сиропе с добавлением лимонного сока и начинённых грецкими орехами, миндалём или фундуком (иногда в начинку добавляются сливочное масло, мёд, изюм, тёртый шоколад, корица, ваниль и яичные белки, ром, молотый кофе). Помимо Боснии и Герцеговины, блюдо популярно в Сербии, Хорватии и Северной Македонии, а также среди боснийских эмигрантов, в частности, в США.
Туфахия похожа на болгарские печёные яблоки (болг. печани ябълки), но способ приготовления отличается (в боснийском рецепте яблоки должны быть предварительно очищены и их не пекут, а варят). Однако существуют и варианты приготовления туфахии с запеканием.

## Происхождение
Туфахия распространилась в Боснии и Герцеговине в период османского правления. Существует версия, согласно которой изначально туфахия была персидским блюдом, которое лишь позднее переняли в Османской империи.

## Этимология
Слово tufahija было заимствовано из османско-турецкого языка, где имело форму تفاحة (tuffāḥa) и означало «яблоко». В османско-турецкий же оно попало из арабского (араб. تفاحة‎).

## Сервировка
Туфахию обычно подают в широких вазочках с сиропом, в котором варились яблоки, и взбитыми сливками (иногда украшают вишней или смородиной или поливают абрикосовым джемом) и едят ложкой.
Существуют также веганские рецепты туфахии с растительным заменителем сливок и кленовым сиропом вместо мёда.
Часто туфахия выступает в качестве десерта к кофе.